# Naidăș
Naidăș è un comune della Romania di 1178 abitanti, ubicato nel distretto di Caraș-Severin, nella regione storica del Banato.
Il comune è formato dall'unione di 2 villaggi: Lescovița e Naidăș.